# Lupiac
Lupiac (en francès Lupiac) és un municipi francès situat al departament del Gers i a la regió d'Occitània.

## Demografia
| 1962                                       | 1968 | 1975 | 1982 | 1990 | 1999 | 2006 |
| ------------------------------------------ | ---- | ---- | ---- | ---- | ---- | ---- |
| 585                                        | 505  | 433  | 400  | 356  | 312  | 309  |
| Des de 1962: població sense dobles comptes |      |      |      |      |      |      |

## Administració
| Període | Identitat   | Partit |
| ------- | ----------- | ------ |
| 2001-   | Yves Rispat | UMP    |

## Personatges il·lustres
- D'Artagnan, de veritable nom Charles de Batz de Castelmore, nasqué a Lupiac el 1611 i morí el 1673 al setge de Maastricht.